# Haltere la Jocurile Olimpice de vară din 2024 - feminin 49 kg
Proba de haltere categoria 49 de kg feminin de la Jocurile Olimpice de vară din 2024 de la Paris a avut loc la data de 7 august 2024, la Paris Expo Porte de Versailles.

## Program
Orele sunt ora Franței (UTC+1) 
| Data                    | Oră   | Etapă |
| ----------------------- | ----- | ----- |
| Miercuri, 7 august 2024 | 19:30 |       |

## Rezultate
| Loc | Sportivă              | Țară                       | Smuls (kg) | Smuls (kg) | Smuls (kg) | Smuls (kg) | Aruncat (kg) | Aruncat (kg) | Aruncat (kg) | Aruncat (kg) | Total |
| Loc | Sportivă              | Țară                       | 1          | 2          | 3          | Rezultat   | 1            | 2            | 3            | Rezultat     | Total |
| --- | --------------------- | -------------------------- | ---------- | ---------- | ---------- | ---------- | ------------ | ------------ | ------------ | ------------ | ----- |
| 1   | Hou Zhihui            | China                      | 89         | 89         | 93         | 89         | 110          | 117          | 117          | 117 RO       | 206   |
| 2   | Mihaela Cambei        | România                    | 89         | 91         | 93         | 93         | 106          | 110          | 112          | 112          | 205   |
| 3   | Surodchana Khambao    | Thailanda                  | 86         | 88         | 88         | 88         | 110          | 112          | 114          | 112          | 200   |
| 4   | Saikhom Mirabai Chanu | India                      | 85         | 88         | 88         | 88         | 111          | 111          | 114          | 111          | 199   |
| 5   | Jourdan Delacruz      | Statele Unite ale Americii | 84         | 87         | 88         | 84         | 105          | 110          | 111          | 111          | 195   |
| 6   | Fang Wan-ling         | Taipeiul Chinez            | 80         | 83         | 86         | 86         | 102          | 106          | 107          | 107          | 193   |
| 7   | Beatriz Pirón         | Republica Dominicană       | 85         | 88         | 88         | 85         | 102          | 107          | 110          | 107          | 192   |
| 8   | Rira Suzuki           | Japonia                    | 83         | 85         | 85         | 83         | 108          | 112          | 117          | 108          | 191   |
| 9   | Katherin Echandia     | Venezuela                  | 83         | 86         | 86         | 83         | 105          | 107          | 109          | 105          | 188   |
| 10  | Rosina Randafiarison  | Madagascar                 | 75         | 80         | 83         | 80         | 95           | 100          | 100          | 100          | 180   |
| 11  | Nicola Lagatao        | Guam                       | 56         | 59         | 62         | 59         | 74           | 77           | 79           | 77           | 136   |
| —   | Nina Sterckx          | Belgia                     | 86         | 86         | 86         | —          | —            | —            | —            | —            | NT    |